# Шайгарданов, Юрий Ахтямович
Юрий Ахтямович Шайгарданов (род. 29 июля 1954) — советский и российский кинооператор. Заслуженный деятель искусств Российской Федерации (2003).

## Биография
Юрий Ахтямович Шайгарданов родился 29 июля 1954 года в ПМС-38 между станциями Шакша и Уфа. В 1971 году окончил школу № 14 в Саранске. Работал ассистентом оператора и оператором на Мордовском кинокорреспондентском пункте от Казанской студии кинохроники. В 1983 году окончил операторский факультет ВГИКа (мастерская Вадима Юсова). Ещё во время учёбы работал сначала ассистентом оператора, а затем вторым оператором на киностудии «Мосфильм» на фильмах «Охота на лис», «Остановился поезд» (оператор Юрий Невский), «Плюмбум, или Опасная игра» (оператор Георгий Рерберг). С 1987 года — оператор-постановщик киностудии «Ленфильм». В первые же годы работы на «Ленфильме» Юрий Шайгарданов снял три фильма с классиком советского кино Иосифом Хейфицем и фильм Владимира Бортко «Собачье сердце». В 1993 году совместно с Ильей Дёминым, Сергеем Мачильским, Юрием Любшиным, Юрием Райским создал Ассоциацию российских кинооператоров (А. Р. К. О.).
Профессор кафедры операторского искусства Санкт-Петербургского государственного института кино и телевидения.
Член Правления Союза кинематографистов России.
Член Российской Академии кинематографических искусств «Ника».
В 2025 году награждён премией «Белый квадрат» Гильдии кинооператоров России — «За вклад в операторское искусство» имени Сергея Урусевского.

## Фильмография
- 1986 — Пушкин. Последний акт (реж. Владимир Наумов)
- 1987 — Вспомним, товарищ! (реж. Иосиф Хейфиц)
- 1988 — Вы чьё, старичьё (реж. Иосиф Хейфиц)
- 1988 — Собачье сердце (реж. Владимир Бортко)
- 1989 — Бродячий автобус (реж. Иосиф Хейфиц)
- 1990 — Гамбринус (реж. Дмитрий Месхиев)
- 1991 — Лапа (реж. Юлий Колтун)
- 1991 — Циники (реж. Дмитрий Месхиев)
- 1991 — Паром «Анна Каренина» (реж. Александра Яковлева)
- 1994 — Год собаки (реж. Семён Аранович)
- 1994 — Любовь, предвестие печали… (реж. Владимир Ерёмин)
- 1997 — Шизофрения (реж. Виктор Сергеев)
- 1997 — Страна глухих (реж. Валерий Тодоровский)
- 1999 — Женская собственность (реж. Дмитрий Месхиев)
- 1999 — Убойная сила
- 1999 — Улицы разбитых фонарей (реж. Евгений Аксёнов)
- 2000 — Бременские музыканты & Co (реж. Александр Абдулов)
- 2000 — Особенности национальной охоты в зимний период (реж. Александр Рогожкин)
- 2000 — Убойная сила 2
- 2001 — Бандитский Петербург. Фильм 3. Крах Антибиотика (реж. Виктор Сергеев)
- 2001 — Убойная сила 3
- 2003 — Ниро Вульф и Арчи Гудвин (реж. Евгений Татарский)
- 2003 — Магнитные бури (реж. Вадим Абдрашитов)
- 2004 — Небо и Земля (реж. Виктор Сергеев)
- 2005 — Убойная сила 5
- 2006 — Поцелуй бабочки (реж. Антон Сиверс)
- 2007 — Девять дней до весны (реж. Сергей Артимович)
- 2007 — Суженый-ряженый (реж. Дмитрий Иосифов)
- 2008 — Волшебник (реж. Андрес Пуустусмаа)
- 2008 — Дорога, ведущая к счастью (реж. Михаил Туманишвили)
- 2008 — Риорита (реж. Пётр Тодоровский)
- 2009 — Каменская 5 (реж. Антон Сиверс)
- 2009 — Вербное воскресенье (реж. Антон Сиверс)
- 2010 — Робинзон (часть 2) (реж. Сергей Бобров)
- 2011 — Дом на обочине (реж. Антон Сиверс)
- 2011 — Жила-была одна баба (реж. Андрей Смирнов)
- 2011 — Семь вёрст до небес (реж. Юрий Павлов)
- 2012 — Отрыв (реж. Сергей Попов)
- 2012 — Любви целительная сила (реж. Евгений Татарский)
- 2012 — Настоящая любовь (реж. Сергей Попов)
- 2013 — Там, где есть счастье для меня (реж. Рауф Кубаев)
- 2014 — Тальянка (реж. Евгений Звездаков)
- 2015 — Спасайся, брат (реж. Антон Сиверс)
- 2016 — Мама Лора (реж. Андрей Силкин)
- 2017 — Осколки (реж. Владимир Нахабцев мл.)
- 2017 — Кумир (реж. Владимир Балкашинов)
- 2018 — Приставы (реж. Владимир Нахабцев мл.)
- 2020 — Француз (реж. Андрей Смирнов)

## Награды и премии
- 1987 — ВКФ документальных фильмов в Волгодонске — Приз за лучшую операторскую работу (фильм «Пушкин — последний акт»).
- 1988 — Конкурс профессиональных премий к/с «Ленфильм» и Ленинградского отделения СК — Премия им. А. Москвина за лучшую операторскую работу (фильм «Собачье сердце»).
- 1993 — Номинация на приз СК «Зеленое яблоко золотой листок» за лучшую операторскую работу (фильм «Собачье сердце»).
- 2003 — РТФ «Сполохи» в Архангельске (Премия за лучшую операторскую работу, фильм «Ниро Вульф и Арчи Гудвин», серия «Голос с того света»)[3].
- 2003 — номинация на премию «Ника» За лучшую операторскую работу (фильм «Магнитные бури»)[4].
- 2003 — Заслуженный деятель искусств Российской Федерации (1 сентября 2003 года) — за заслуги в области искусства[5].
- 2004 — премия Гильдии кинооператоров России «Белый квадрат» (фильм «Магнитные бури»)[6].
- 2005 — премия Правительства Российской Федерации 2005 года в области культуры за художественный фильм «Магнитные бури» (28 декабря 2005 года)[7].
- 2011 — ХХ открытый фестиваль кино стран СНГ, Латвии, Литвы и Эстонии «Киношок», приз имени Александра Княжинского за лучшую операторскую работу («Дом на обочине»)[8].
- 2012 — номинация на премию «Ника» За лучшую операторскую работу (фильм «Жила-была одна баба»).
- 2025 — премия «Белый квадрат» Гильдии кинооператоров России — «За вклад в операторское искусство» имени Сергея Урусевского